# Colònia Majem
La Colònia Majem és una colònia tèxtil de les Planes d'Hostoles (la Garrotxa), al peu del riu Brugent, inclosa dins l'Inventari del Patrimoni Arquitectònic de Catalunya.

## Descripció
Antiga fàbrica de filats construïda al costat del riu Bruguent a començaments de segle xx. Conserva encara l'estructura de colònia; hi ha un conjunt de naus amb una xemeneia de totxanes rodona i bastant alta. Al costat dret hi ha les cases dels obrers, petites i amb hortet. Al costat del riu hi ha un sistema de canals.

## Història
Aquest establiment industrial, fins no fa gaire estava dedicat a la fabricació de filats de llana. Està localitzada a l'esquerra del riu Bruguent, a 2,1 km al Sud-est del nucli de les Planes d'Hostoles. Actualment s'hi fabriquen embotits, si bé tota la fesomia (gran xemeneia, canals, etc.) li dona encara un caràcter de colònia típica de l'època d'esplendor de la indústria. L'any 1970 hi treballaven un centenar de persones en la filatura de cotó, i a les cases prop dels canals hi vivien 16 persones, si bé l'actual caràcter de la producció ha provocat una minva de la població.